# Dekanat Sił Powietrznych
Dekanat Sił Powietrznych – jeden z 8 dekanatów Ordynariatu Polowego Wojska Polskiego.

## Parafie
W skład dekanatu wchodzi 11 parafii:
- parafia św. Kazimierza Królewicza – Biała Podlaska
- parafia Matki Bożej Loretańskiej – Dęblin
- parafia św. Zygmunta – Jarocin
- parafia św. Kazimierza Królewicza - Katowice
- parafia św. Rafała Archanioła – Łask
- parafia Podwyższenia Krzyża Świętego – Poznań (siedziba dziekana, parafia współzarządzana z archidiecezją poznańską)
- parafia św. Stanisława Biskupa – Radom
- parafia Wniebowzięcia Najświętszej Maryi Panny - Skierniewice
- parafia św. Jana z Dukli – Śrem
- parafia Wniebowstąpienia Pańskiego – Świdwin
- parafia Najświętszej Maryi Panny Królowej Polski – Witkowo

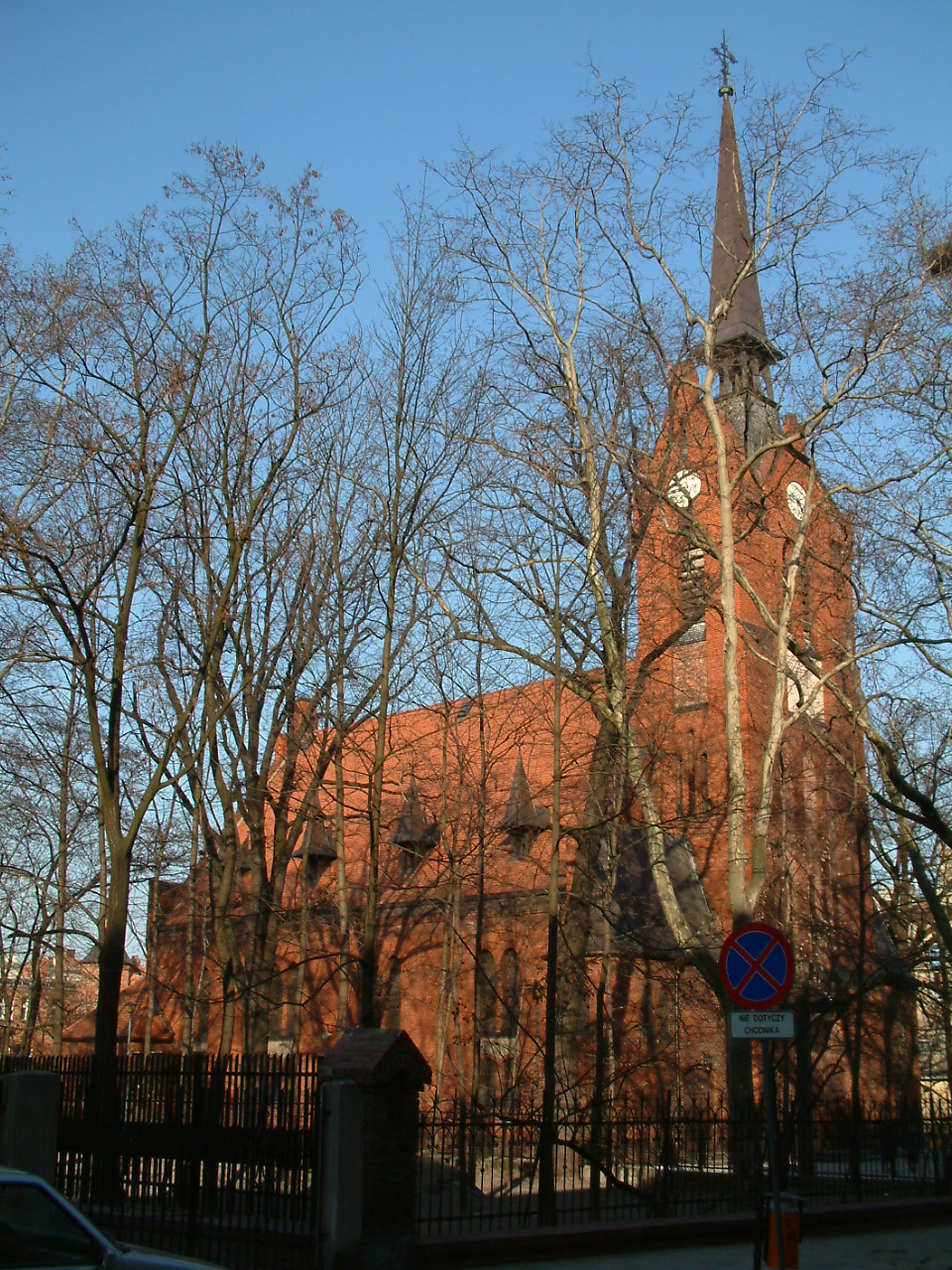
Kościół w Poznaniu
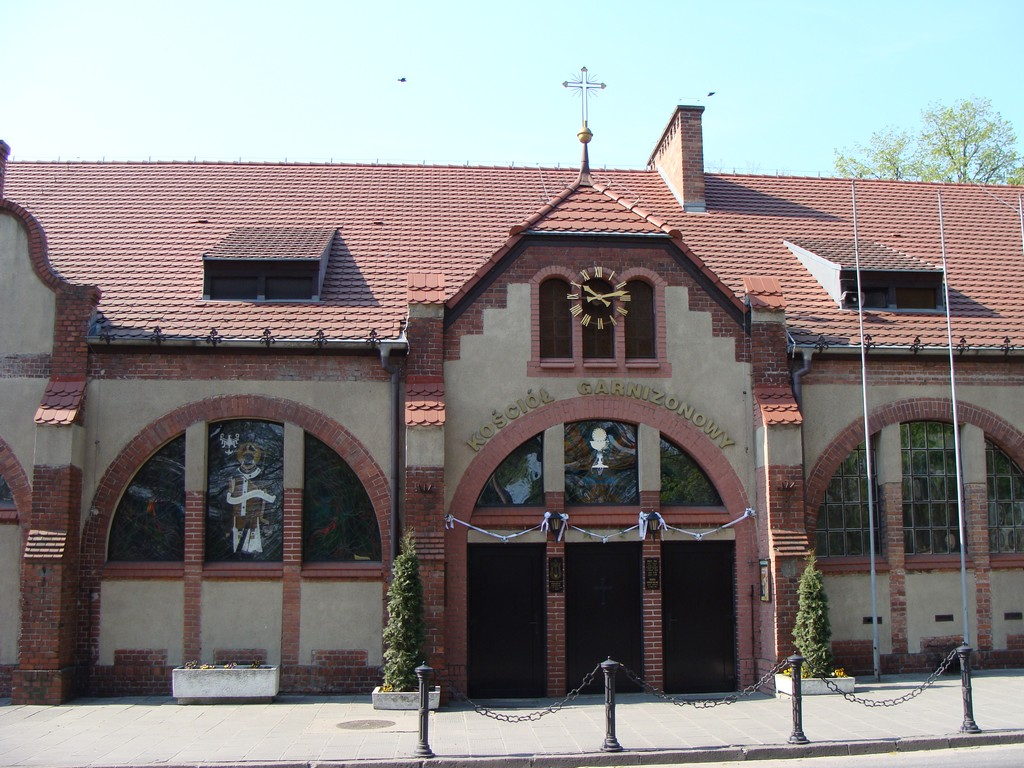
Kościół w Śremie
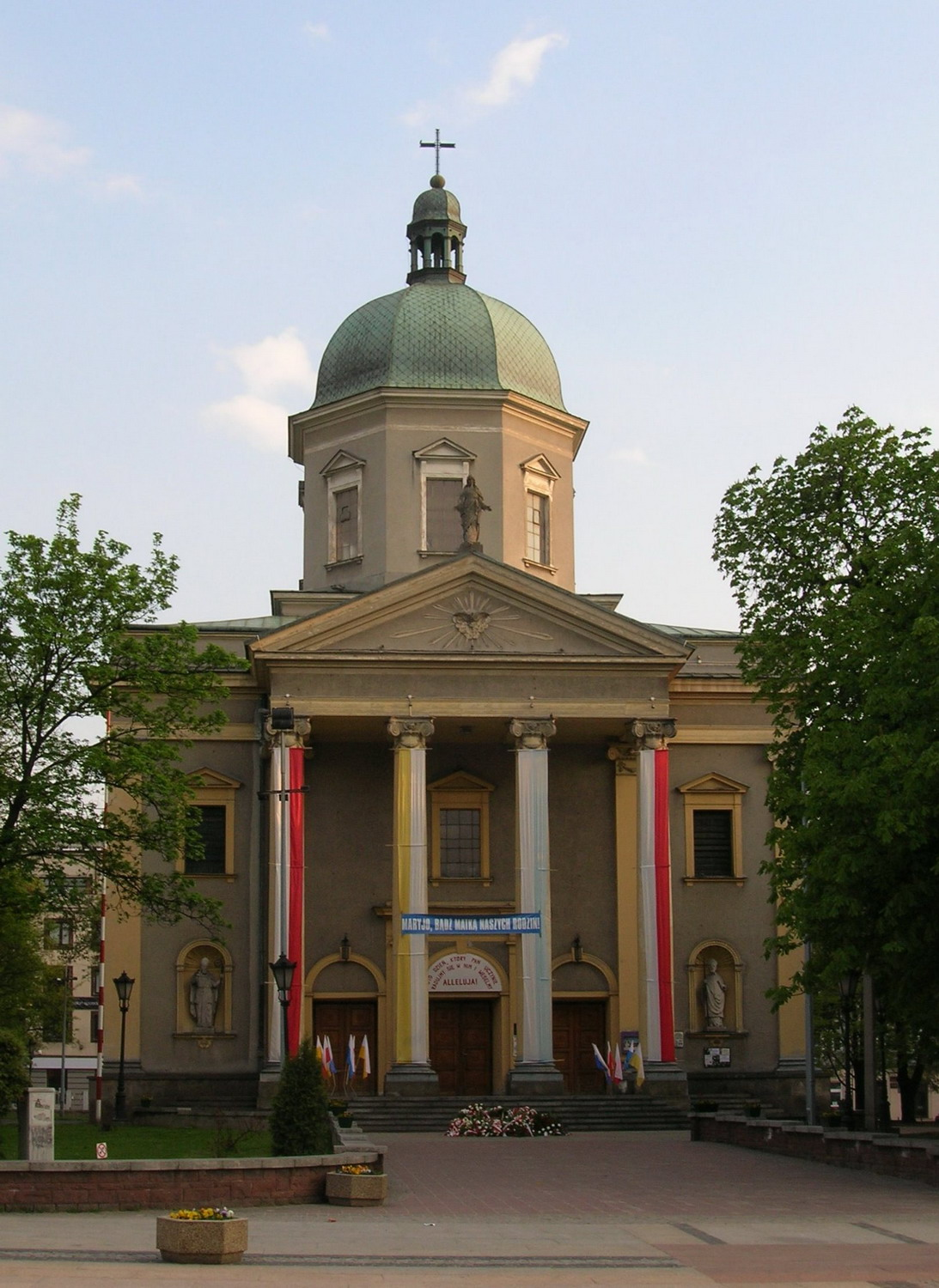
Kościół w Radomiu